# هانس هتر
هانس هُـتر (آلمانی: Hans Hotter؛ ۱۹ ژانویهٔ ۱۹۰۹ – ۶ دسامبر ۲۰۰۳) یک خواننده برجستهٔ اپرا و هنرپیشه اهل آلمان بود.

## زندگی‌نامه
هانس هُتر قدی بسیار بلند، ظاهری گیرا و صدا و لحنی متمایز داشت.
او آواز را از «ماتئوس رومر» در مونیخ آموخت و اولین اجرای اپرایی خود را در شهر اوپاوا (که امروزه در جمهوری چک قرار دارد)
انجام داد. او در دوران حکومتِ رژیم نازی، در آلمان و اتریش فعالیت داشت و تلاش می‌کرد از فشارِ حزب نازی بر هنرمندان مبنی بر پیوستن آنها به این حزب، دوری کند. او چند مرتبه‌ای هم در خارج از آلمان (از جمله در آمستردام) به اجرای برنامه پرداخت، اما «برونو والتر» به او گفت که اگر نمی‌تواند خانواده‌اش را در آلمان رها کند، راه دیگری جز ماندن در آلمان و کنار آمدن با شرایط موجود ندارد. به همین سبب، او نتوانست در خارج از کشور، فعالیت هنری اش را گسترش دهد تا آنکه در سال ۱۹۴۷ میلادی (پس از جنگ جهانی دوم و سقوط حزب نازی)، اولین اجرایش را «رویال اپرا هاوس» لندن انجام داد و پس از آن در بسیاری از سال‌های مشهور اپرا در قاره اروپا، هنرنمایی کرد. نخستین اجرای او در تالار اپرای متروپولیتن نیویورک و در نقش «هلندی سرگردان» در سال ۱۹۵۰ میلادی بود. در چهار فصلی که او در آنجا بود، ۳۵ مرتبه در ۱۳ نقش مختلف هنرنمایی کرد که بیشتر نیز اپراهای ریشارد واگنر بود.
هانس هُتر با «ریشارد اشتراوس» نیز رابطهٔ نزدیکی داشت و در چندین اپرای او از جمله «روز صلح و دوستی» (۱۹۳۸) و «کاپریچیو، اُپوس ۸۵» (۱۹۴۲)، «عشق دانائه» (۱۹۴۴) و سرانجام پس از جنگ جهانی دوم، «زنی که حرف نمی‌زند» (با ارکستر فیلارمونیک وین تحت رهبری کارل بوم) نقش‌آفرینی کرد. حتی ریشارد واگنر یکی از ساخته های خود را به هانس هُتر تقدیم کرد و گابریله، دخترِ هانس هُتر، با ریچارد، نوهٔ پسری ریشارد اشتراوس در سال ۱۹۶۲ ازدواج کرد.
هانس هُتر از مخالفان حزب نازی بود و در محافل گوناگون هیتلر را دست می‌انداخت و حتی در دوران حکومتِ رایش سوم، حاضر نشد در یک جشنواره موسیقی، برنامه اجرا کند. بنا به یادنامه‌ای که به مناسبت درگذشت او در مجله «تایم» منتشر شد، هیتلر در کلکسیون موسیقی شخصی‌اش، آثاری از او را نگه داشته بود. به همین دلیل، وقتی پس از جنگ جهانی دوم و سقوط نازی‌ها، دربارهٔ این موضوع در یک بازپرسی قضایی، از او تفحص بعمل آمد، وی پاسخ داد که «پاپ» هم در کلکسیون شخصی‌اش آثار او را دارد.
هانس هُتر هرگز از شغل خود به‌طور کامل کناره‌گیری نکرد و پس از نود سالگی هم اجراهای اپرایی عمومی و مهم داشت، از جمله در اپرای «لولو» اثرِ آلبان برگ. او حتی آوازهای سنگین و دشواری را همچون «گوره-لیدر» اثر آرنولد شونبرگ، پس از هشتاد سالگی به‌خوبی اجرا می‌کرد.
از اجراهای معروف دیگر وی، می‌توان به «حلقه نیبلونگ» (ریشارد واگنر)، «فیدلیو» (لودویگ فان بتهوون)، «فلاستف» و «دُن کارلوس» (هر دو اثرِ جوزپه وردی) اشاره کرد.